# Ентль-Курусъях
Ентль-Курусъях (устар. Ентль-Курус-Ях) — река в Ханты-Мансийском АО России. Устье реки находится в 385 км по правому берегу реки Большой Юган. Длина реки составляет 130 км, площадь водосборного бассейна 758 км².
Высота устья — 43 м над уровнем моря. Высота истока — 96 м над уровнем моря.

## Данные водного реестра
По данным государственного водного реестра России относится к Верхнеобскому бассейновому округу, водохозяйственный участок реки — Обь от города Нефтеюганск до впадения реки Иртыш, речной подбассейн реки — Обь ниже Ваха до впадения Иртыша. Речной бассейн реки — (Верхняя) Обь до впадения Иртыша.